# Paternal
Das Attribut paternal (lateinisch paternus „väterlich, des Vaters“) beschreibt in der Genetik die Vererbung über die vaterseitige Abstammungslinie, beispielsweise die paternale Ausprägung eines Gens oder die paternale Herkunft der Zustandsform eines Gens (Allel). Das Attribut maternal beschreibt die biologische Herkunft von der Mutterseite.
Im Unterschied dazu bezeichnet patrilinear in den Sozialwissenschaften die Eingrenzung der familiären Herkunft einer Person auf ihre väterliche Seite: „(nur) in der Linie des Vaters“ (Väterlinie).